# Aglaia fragilis
Espèce
Statut de conservation UICN

 VU D2 : Vulnérable
Aglaia fragilis est une espèce de plantes à fleurs de la famille des Meliaceae. Elle est endémique des îles Fidji.